# Bynke
Bynke (Artemisia) er en slægt med ca. 85 arter, der er udbredt i Europa, Nordafrika, Asien og Nordamerika. Det er stauder, som har fjersnitdelte, duftende blade. Kurvene er samlet i halvskærme. Nogle af arterne kaldes malurt.
| Beskrevne arter |

- Ambra (Artemisia abrotanum)
- Havemalurt (Artemisia absinthium)
- Bynkeambrosie (Artemisia artemisiifolia))
- Markbynke (Artemisia campestris)
- Estragon (Artemisia dracunculus)
- Snebynke (Artemisia lactiflora)
- Bynkeart (Artemisia ludoviciana)
- Strandmalurt (Artemisia maritima)
- Dovrebynke (Artemisia norvegica)
- Alvarbynke (Artemisia oelandica)
- Stenbynke (Artemisia rupestris)
- Schmidts bynke (Artemisia schmidtiana)
- Sølvbynke (Artemisia stelleriana)
- Gråbynke (Artemisia vulgaris)
- Kinesisk malurt (Artemisia annua)

| Andre arter |

| - Artemisia afra - Artemisia alaskana - Artemisia alpina - Artemisia anethifolia - Artemisia annua - Artemisia anomala - Artemisia arbuscula - Artemisia arenaria - Artemisia argentea - Artemisia argyi - Artemisia aucheri - Artemisia australis - Artemisia austriaca - Artemisia balchanorum - Artemisia biennis - Artemisia bigelovii - Artemisia borealis - Artemisia brevifolia - Artemisia californica - Artemisia cana - Artemisia capillaris - Artemisia carruthii - Artemisia caruifolia - Artemisia chamaemelifolia | - Artemisia cina - Artemisia commutata - Artemisia douglasiana - Artemisia filifolia - Artemisia fragrans - Artemisia frigida - Artemisia furcata - Artemisia genipi - Artemisia gmelinii - Artemisia gorgonum - Artemisia herba-alba - Artemisia incana - Artemisia indica - Artemisia japonica - Artemisia laciniata - Artemisia lagocephala - Artemisia lavandulifolia - Artemisia leucodes - Artemisia michauxiana - Artemisia monosperma - Artemisia montana - Artemisia moorcroftiana - Artemisia myriantha - Artemisia nova | - Artemisia pallens - Artemisia papposa - Artemisia pauciflora - Artemisia pedatifida - Artemisia pontica - Artemisia porteri - Artemisia princeps - Artemisia pycnocephala - Artemisia rigida - Artemisia rutifolia - Artemisia santolinifolia - Artemisia scoparia - Artemisia songarica - Artemisia suksdorfii - Artemisia taurica - Artemisia terrae-albae - Artemisia thuscula - Artemisia tilesii - Artemisia tournefortiana - Artemisia transiliensis - Artemisia tridentata - Artemisia tripartita - Artemisia umbelliformis |